# Mycodrosophila echinacea
Mycodrosophila echinacea är en tvåvingeart som beskrevs av Chen, Shao och Fan 1989. Mycodrosophila echinacea ingår i släktet Mycodrosophila och familjen daggflugor. Inga underarter finns listade i Catalogue of Life.